# Alexandreis

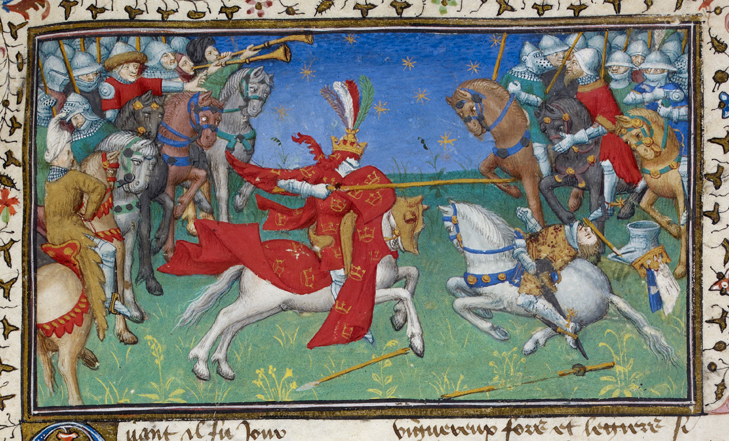
Alexander kämpft gegen den indischen König Poros (Illustration um 1420)

Die Alexandreis (oder auch Das Lied von Alexander dem Großen) ist ein lateinisches Epos auf Alexander den Großen. Es wurde um das Jahr 1180 von Walter von Châtillon gedichtet. Es ist in Hexametern verfasst und gliedert sich in zehn Bücher. Gewidmet ist es Wilhelm, dem Erzbischof von Reims.

## Bedeutung
Die Taten Alexanders des Großen waren an mittelalterlichen Fürstenhöfen ein sehr beliebter Erzählstoff. Der Grund dafür lag in der großen Vielfalt der Interpretationsmöglichkeiten, denn der Stoff konnte sowohl in heilsgeschichtlicher als unterhaltender Perspektive, aber auch in der Art eines Fürstenspiegels gestaltet werden.
Obwohl mit der frankoprovenzalischen Alexandréïde des Albéric de Pisançon und dem mittelhochdeutschen Alexanderlied des Pfaffen Lamprecht bereits volkssprachliche Alexanderromane vorlagen, schrieb Walter von Châtillon sein Epos in lateinischer Sprache. Anders als seine volkssprachigen Vorgänger orientiert Walter sich nicht an dem griechischen Alexanderroman des Pseudo-Kallisthenes, sondern an einem Geschichtswerk, den Historiae Alexandri Magni Macedonis des Quintus Curtius Rufus. Dennoch enthält die Alexandreis auch freie Ausschmückungen aus Walters Phantasie, was zu einigen Anachronismen führte. Auf die phantastischen Elemente des Alexanderromans, wie die Reise mittels einer Taucherglocke auf den Meeresgrund oder Alexanders Himmelfahrt mit einem Adlergestell, verzichtete Walter allerdings. Seine Alexandreis wurde auch nicht prächtig illuminiert.

## Inhalt

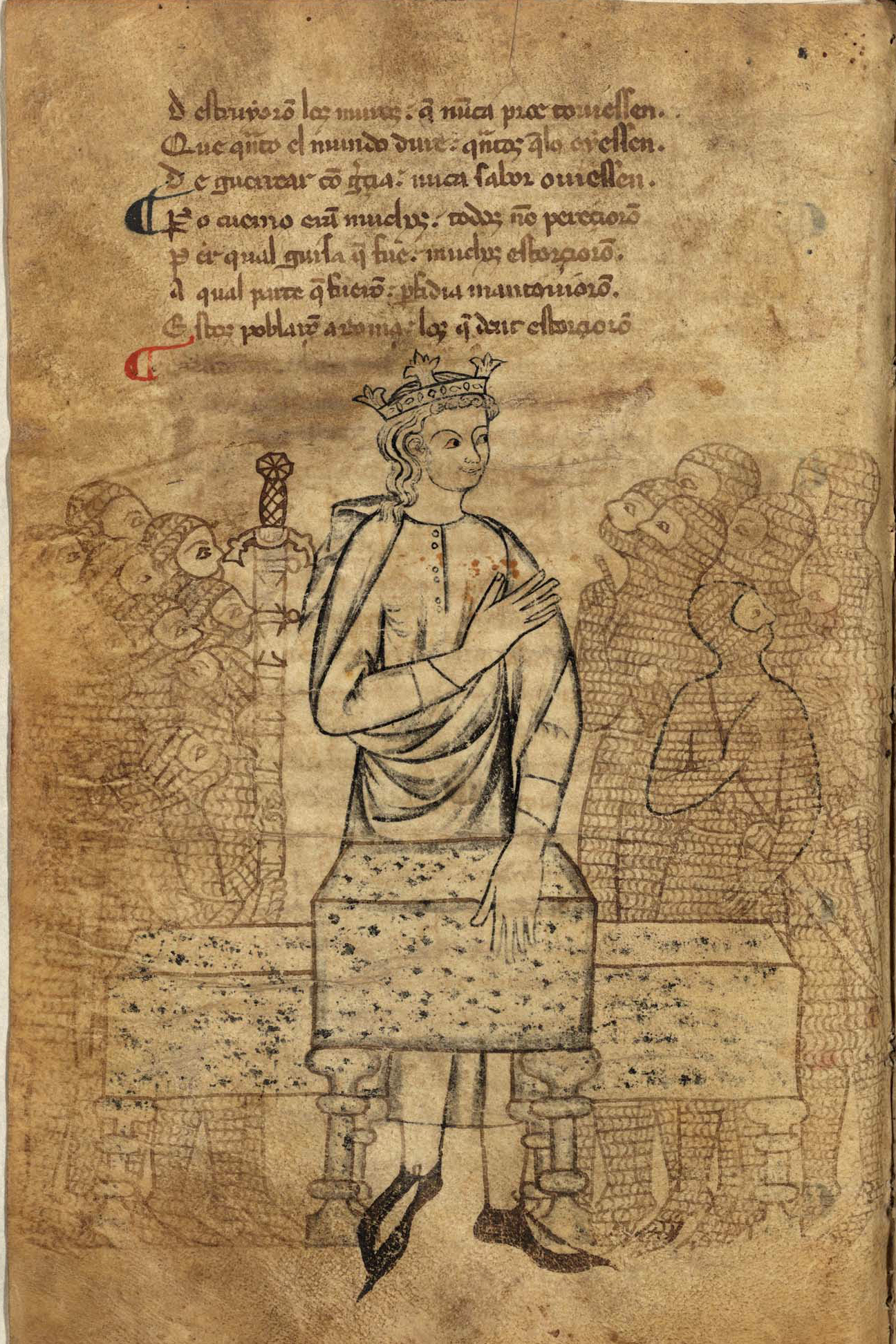
Alexander im spanischen Libro de Alexandre, das auf der Alexandreis basiert.

Die Alexandreis beginnt mit den Worten der Ilias: „Singe, o Muse, die Taten...“
1. Buch: Erziehung des Alexander durch Aristoteles; Versöhnung mit Athen und Zerstörung Thebens; Eroberungszug mit Schiffen nach Asien; Besuch Trojas
2. Buch: Alexander löst mit dem Schwert den Gordischen Knoten am Jochholz; Truppen rüsten zum Kampf gegen den Perserkönig Darius
3. Buch: das Heer der Perser wird besiegt, König Darius flüchtet; Alexander stürmt Sidon, verheert Tyrus von Grund auf und erobert Gaza; Besuch des Ammon-Heiligtums in der libyschen Wüste; eine Mondfinsternis sorgt für Aufruhr im griechischen Lager
4. Buch: Alexander und Darius rüsten erneut zum Kampf gegeneinander
5. Buch: die Schlacht von Arbela; Alexander ist siegreich und betritt Babylon
6. Buch: Alexander erobert Susa und brennt Persepolis nieder
7. Buch: Darius flüchtet und wird gemeuchelt; Alexander beweint dessen Tod und errichtet ihm ein Grab
8. Buch: Alexander erobert Hyrkanien und Skythien; die Verschwörung des Philotas
9. Buch: Zug nach Indien; König Porus unterwirft sich mit allen Tyrannen des Ostens
10. Buch: Alexanders Plan, nach dem Osten nun auch den Westen und somit Rom zu erobern; die Vergiftung und der Tod des Alexander; die Seele entweicht in himmlische Gefilde.

Das Lied von Alexander dem Großen schließt mit den mahnenden Worten: „O, du Menschengeschlecht, wie glücklich wärst du hienieden,/ Dächtest du stets an dein ewiges Heil, voll Furcht vor dem Ende,/ welches Edlen so plötzlich wie Niedriggeborenen zustößt!“

## Handschriften
Der Text der Alexandreis liegt in über 200 mittelalterlichen Manuskripten vor, von denen die überwiegende Zahl das vollständige Werk wiedergibt. Diese hohe Zahl spiegelt die Popularität des Epos in den Jahrhunderten seiner Entstehung wieder. Für die Textkritik am wichtigsten sind die frühesten Handschriften, da sie der Ursprungsfassung Walters von Châtillon tendenziell am nächsten sind:
- Codex Erfurtensis Amplon. 8° 90 (aus der Bibliotheca Amploniana)
- Codex Genevensis lat. 98 (in der Bibliothek von Genf)
- Codex Hafniensis Gl. Kgl. S. 2146 (in der Dänischen Königlichen Bibliothek)
- Codex Princetonianus Garret 118 (in der Bibliothek der Princeton University)
- Codex Oxoniensis Bodl. Auct. F.2.16 (in der Bodleian Library)
- Codex Audomarensis 78 (aus der Bibliothek der Abtei Saint-Bertin)

## Rezeption
Zwischen 1178 und 1250 entstand in Spanien das epische Poem El libro de Alexandre, das zu großen Teilen auf der Alexandreis des Walter von Châtillon basiert. Das Libro de Alexandre enthält aber auch fantastische Elemente des Li romans d’Alixandre aus der Feder von Lambert de Tort (altfranz.: Lamberz li Tors) bzw. Alexandre de Bernay sowie der Historia de preliis Alexandri Magni des Erzpriesters Leo von Neapel. Das Buch ist in lediglich zwei Manuskripten überliefert.
Die Alexandreis begründete schon zu Lebzeiten den Ruhm des Dichters und Klerikers Walter von Châtillon. Was die Aeneis des Vergil den Römern, war Walters Alexandreis den Lesern des 13. und 14. Jahrhunderts. Zeitweise verdrängte die Alexandreis sogar die Aeneis als Lehrbuch im mittelalterlichen Lateinunterricht.
Der deutsch-böhmische Hofdichter Ulrich von Etzenbach ließ sich um 1270 von Walters Alexandreis zu dem mittelhochdeutschen Versepos Alexandreis (auch Alexander betitelt) inspirieren. Darauf aufbauend entstand ein weiterer böhmischer Alexanderroman. Die alttschechische Alexandreis von 1300 gilt als erstes bedeutendes Werk tschechischer Sprache.

## Ausgaben und Übersetzungen
Ausgaben des lateinischen Textes
- Alexandreidos Libri decem, Nunc primùm In Gallia Gallicisque characteribus editi. Granjon, Lugdunum [Lyon] 1558 (Digitalisat).
- Alexandris, sive gesta Alexandri Magni. Herausgegeben von Athanasius Gugger von Berneck. Klosterdruckerei, St. Gallen 1659 (Digitalisat). Jacob Müller, St. Gallen 1693 (Digitalisat).
- Galteri de Castellione Alexandreis. Herausgegeben von Marvin L. Colker (= Thesaurus mundi. Band 17). In Aedibus Antenoreis, Padua 1978.

Übersetzungen und zweisprachige Ausgaben
- Gualterus de Castellione/Walter von Châtillon: Alexandreis. Das Lied von Alexander dem Großen. Übersetzt, kommentiert und mit einem Nachwort versehen von Gerhard Streckenbach unter Mitwirkung von Otto Klingner. Mit einer neuen Einführung von Walter Berschin. 2., verbesserte Auflage. Wissenschaftliche Buchgesellschaft, Darmstadt 2012, ISBN 978-3-534-24975-6.
- Walter von Châtillon: Alexandreis. Lateinisch-deutsch. Herausgegeben und übersetzt von Martin Lehmann (Sammlung Tusculum). Walter de Gruyter, Berlin/Boston 2023, ISBN 978-3-11-079572-1 (inklusive Kommentar).